# گل وحشی

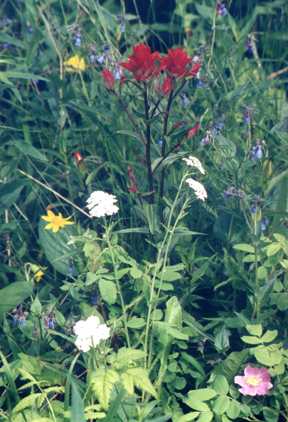
پنج گونه گل وحشی در یک تصویر

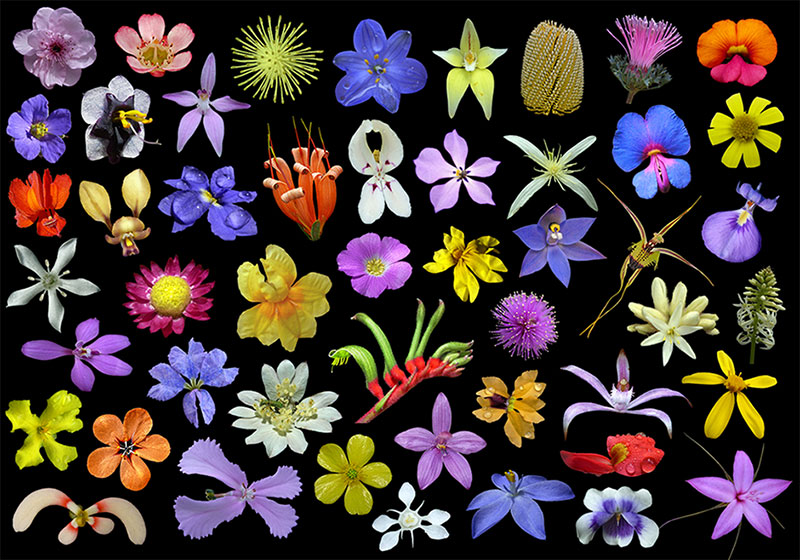
گل‌های وحشی استرالیای غربی

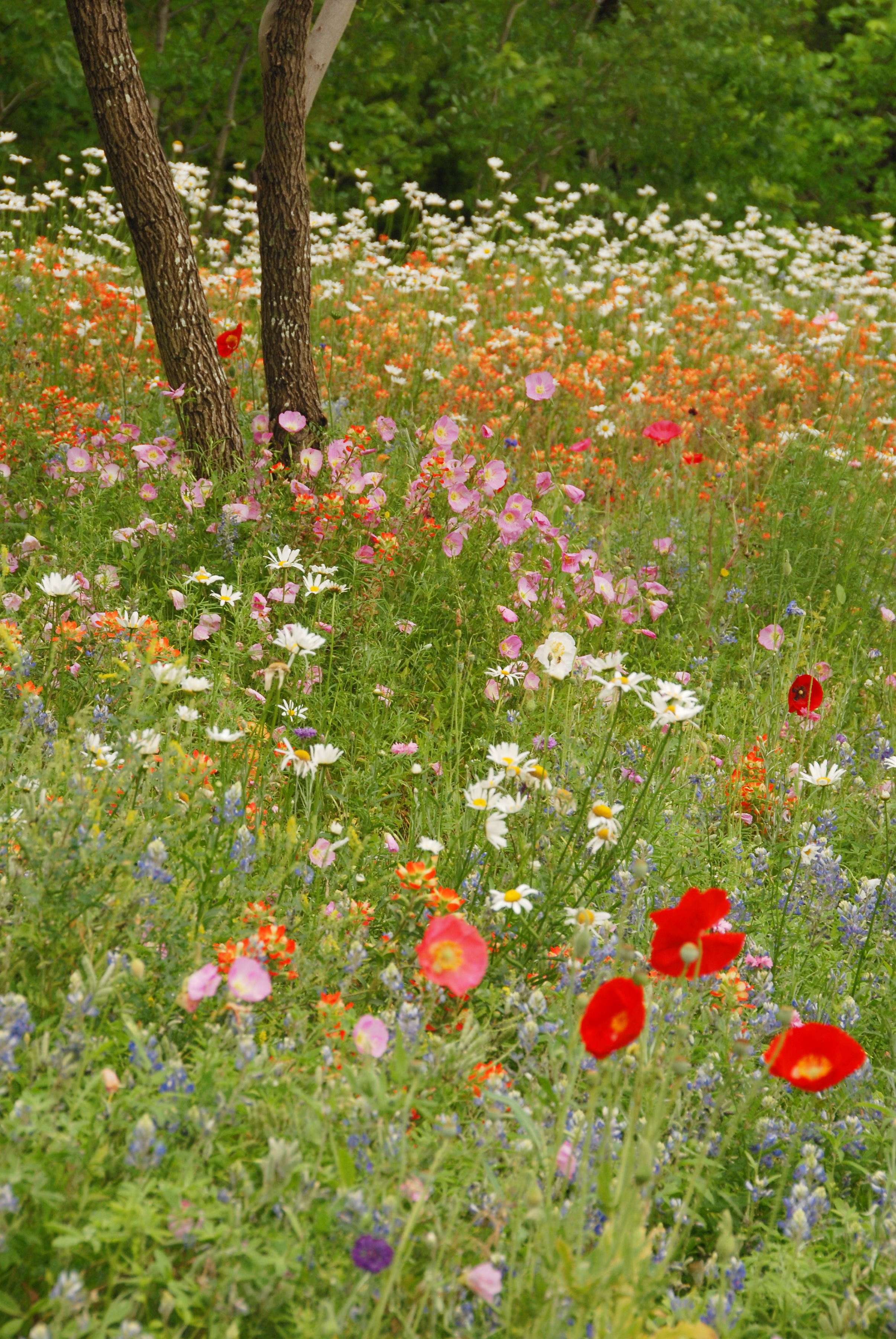
گل‌های وحشی در یک مزرعه در تگزاس مرکزی

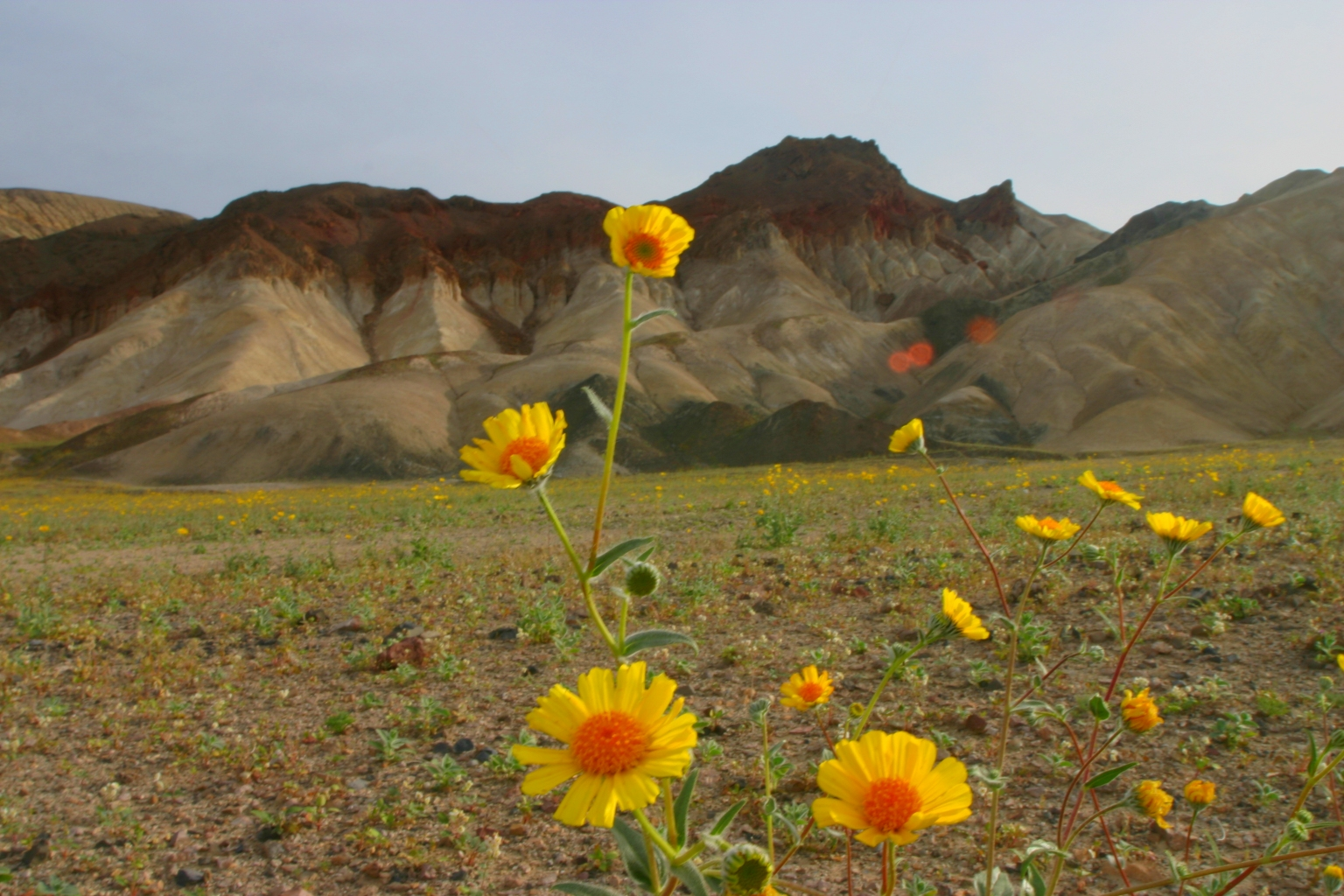
گل‌های وحشی در پارک ملی دث ولی

گل وحشی (به انگلیسی: wild flower) گلی است که در طبیعت رشد می‌کند، به بیان دیگر گلی که کاشته نشده یا بذر آن در خاک قرار داده نشده‌است. گل‌های وحشی را می‌توان در بیابان‌ها، جنگل‌ها، چمنزارها و مزرعه‌ها یافت.

## گل‌های وحشی ایران
ایران کشوری با تنوع گیاهی غنی است که بیش از ۸۰۰۰ گونه گیاهی در آن یافت می‌شود. این شامل طیف گسترده‌ای از گل‌های وحشی است که در تمام نقاط کشور، از کوه‌ها و دره‌های شمالی تا بیابان‌های خشک جنوبی یافت می‌شوند.
برخی از رایج‌ترین و شناخته‌شده‌ترین گل‌های وحشی ایران عبارتند از:
لاله: ایران بیش از ۸۰ گونه لاله دارد که برخی از آنها از نادرترین و زیباترین لاله‌های جهان هستند. لاله‌ها را می‌توان در تمام نقاط ایران یافت، اما در ماه‌های بهار در کوه‌های زاگرس و منطقه دریای خزر به وفور یافت می‌شوند.
نرگس: ایران همچنین میزبان طیف گسترده‌ای از نرگس‌ها از جمله نرگس ایرانی معروف است. نرگس‌ها را می‌توان در تمام نقاط ایران یافت، اما در ماه‌های بهار در کوه‌های زاگرس و منطقه دریای خزر به وفور یافت می‌شوند.
گل آفتابگردان: گل آفتابگردان یکی دیگر از گل‌های وحشی رایج در ایران است. آنها را می‌توان در تمام نقاط کشور یافت، اما در ماه‌های بهار در کوه‌های زاگرس و منطقه دریای خزر به وفور یافت می‌شوند.
گل رز وحشی: گل رز وحشی را می‌توان در تمام نقاط کشور یافت، اما در ماه‌های بهار در کوه‌های زاگرس و منطقه دریای خزر به وفور یافت می‌شوند.
سوسن: سوسن یکی از اولین گل‌های وحشی است که در ایران شکوفا می‌شود و در اواخر زمستان و اوایل ماه‌های بهار ظاهر می‌شود. آنها را می‌توان در تمام نقاط کشور یافت، اما در کوه‌های زاگرس و منطقه دریای خزر به وفور یافت می‌شوند.
علاوه بر این گل‌های رایج، ایران همچنین میزبان تعداد زیادی گل وحشی نادر و بومی است. به عنوان مثال، لاله ایرانی (Tulipa persica) گونه‌ای نادر و در معرض خطر است که تنها در چند مکان منزوی در ایران یافت می‌شود.
گل‌های وحشی ایران بخشی ارزشمند از میراث طبیعی کشور هستند. آنها غذا و زیستگاه را برای انواع حیات وحش فراهم می‌کنند و نقش مهمی در اکوسیستم‌های کشور ایفا می‌کنند. گل‌های وحشی همچنین یک جاذبه گردشگری محبوب هستند و از طریق اکوتوریسم درآمدی برای جوامع محلی ایجاد می‌کنند.
هنگام بازدید از ایران، مهم است که به گل‌های وحشی آن احترام بگذارید و از آنها محافظت کنید. لطفاً گل‌های وحشی را نچینید یا له نکنید و مراقب باشید که آتش روشن نکنید.
منابع:
سایت سازمان حفاظت محیط زیست ایران
سایت وزارت جهاد کشاورزی ایران
سایت دانشنامه ایرانیکا

## نمونه‌های گل وحشی
- چشم خروس تابستانه
- آناغالیس[۴]
- علف چنگ
- توسکای سیاه
- گل گندم
- گل اشرفی
- قرنفل
- گل انگشتانه
- آصف‌السلطنه
- خشخاش کالیفرنیایی
- لسر کلاندین
- داودی ذرت
- گچ‌دوست معمولی
- شاه‌پسند درختچه‌ای
- شقایق فلاندرز
- سایبان
- فلوکس
- گوجه خوشه‌ای
- سیلن چمنزار
- پای خر
- نارون
- بنفشه سگی معمولی
- بنفشه سه‌رنگ